# Marcello Del Duca
Marcello Del Duca (Civitavecchia, 31 agosto 1950) è un ex pallanuotista italiano, vincitore di una medaglia d'argento alle olimpiadi di Montréal 1976.

## Carriera
Nel corso della sua carriera ha militato nel Civitavecchia (con cui è arrivato secondo in campionato nel 1975 e terzo in Coppa delle Coppe nel 1977), nel Mameli, nell'Ortigia, nel Cagliari e nel Brescia. Dopo il ritiro ha allenato il Civitavecchia (sia a livello giovanile, conquistando diversi campionati, sia a livello di prima squadra), l'Orizzonte Catania - che condusse alla conquista del suo primo titolo nazionale, nel 1992 - e la Coser Civitavecchia femminile. Dal 2021 è responsabile delle giovanili del Civitavecchia.

## Palmarès

### Giocatore

#### Nazionale
- Olimpiadi

Montréal 1976: 
- Mondiali

Cali 1975: 
- Europei

Jönköping 1977: 
- Giochi del Mediterraneo

Algeri 1975: 
- Universiadi

Tokyo 1967: 
Torino 1970: 

### Club
- Campionato italiano: 1

Orizzonte Catania: 1991-92